# Collège évangélique de Libamba
Le Collège évangélique de Libamba près de Makak est créé en 1945, lors de l’extension de l'église presbytérienne dans le pays Bassa au Cameroun. 

## Histoire
Initialement Institut des Missions évangéliques de Libamba, il devient Collège évangélique de Libamba. 
La création du collège répond au besoin, après la Première Guerre mondiale, de former des Camerounais jusqu'au baccalauréat. Une élite de professeurs américains, tels David Gelzer, et européens y fut affectée. 
Le collège est situé à mi-parcours du chemin de fer[Quoi ?], entre les gares de Makak (10 km) et de Minka (2 km). 

### Construction de l'établissement
La construction de l'établissement et de son internat est financée par une allocation de 15 millions de francs CFA de l'administration coloniale française. Les terres sont fournies dans ce but par les populations locales à la Société des missions évangéliques de Paris qui, avec l’église presbytérienne répartira équitablement la surface en espaces pour la construction de l'église d'une part, et du collège ainsi que son internat d'autre part.

### Première élite Camerounaise
Le collège inter-missionnaire à cycle complet a longtemps occupé le premier rang des écoles secondaires au Cameroun. La première promotion de bacheliers,, du Cameroun est issue de ce collège, même si certains sont allés terminer leur formation au Lycée Leclerc de Yaoundé. La pièce Trois prétendants...un mari - classique de la littérature camerounaise, est écrite par Guillaume Oyônô Mbia quand il était au Collège évangélique de Libamba.

### Célèbres pensionnaires et personnalités liées.
- André Ngongang Ouandji, ministre, BEPC en 1955
- Guillaume Oyônô Mbia, écrivain, auteur de Trois prétendants...un mari qu'il écrivit au Collège évangélique de Libamba

### Liste des directeurs et effectifs[4]
| Année Scolaire | Directeur            | Nationalité  | Effectifs | Dont Internes |
| -------------- | -------------------- | ------------ | --------- | ------------- |
| 1946-1960      | Robert Pierce        | Américaine   | 200-400   | 120-150       |
| 1960-1975      | André Ngwet          | Camerounaise | 300-700   | 300-400       |
| 1975-1990      | Pierre Em Njok       | Camerounaise | 600-1000  | 400-600       |
| 1990-1994      | Noé Nlend            | Camerounaise | 800-2000  | 500-700       |
| 1994-2001      | Direction Collégiale | -            | -         | -             |
| 2001-2013      | Thomas Noumba        | Camerounaise | -         | -             |
| 2013-...       | Laurent Nyamb        | Camerounaise | -         | -             |